# أرو (أبرشيوة)
أرو (بالفارسية: ارو) هي قرية تقع في إيران في قسم أبرشيوة الريفي. يقدر عدد سكانها بـ 1,057 نسمة .